# Trisomie 3
Die Trisomie 3 ist eine durch das dreifache (trisome) Vorliegen von Erbmaterial von Chromosom 3 verursachte Behinderung auf der Grundlage einer Genommutation. Unterschieden werden folgende Formen:
1. Freie Trisomie 3
Typus, bei dem in allen Körperzellen das Chromosom 3 komplett dreifach vorliegt.
2. Translokations-Trisomie 3
Typus, bei dem in allen Körperzellen das Chromosom 3 dreifach vorliegt. Eines der drei Chromosomen oder ein Teil davon hat sich jedoch an ein anderes Chromosom angelagert. Dieser „Ortswechsel“ eines Chromosoms oder eines Chromosomenstücks wird in der Genetik als Translokation bezeichnet.
3. Mosaik-Trisomie 3
Typus, bei dem nicht in allen Körperzellen das Chromosom 3 dreifach vorliegt, sondern gleichzeitig eine Zelllinie mit dem üblichen diploiden Chromosomensatz zu finden ist. Als Mosaik wird in der Genetik das Vorliegen mehrerer Karyotypen innerhalb eines Organismus verstanden.
4. Partielle Trisomie 3
Typus, bei dem ein Chromosomenabschnitt des distalen Abschnitts des langen Arms eine der beiden Chromosomen 3 verdreifacht vorliegt. Die Chromosomen kommen zwar wie üblich zweifach in allen Körperzellen vor, allerdings ist ein Teil (Part) eines der beiden Chromosomen 3 verdreifacht, wodurch eines der Chromosomen etwas länger ist als das andere. Die Erbinformationen in diesem Abschnitt liegen somit dreifach vor.

## Symptome
Kinder mit freier Trisomie 3 sind nicht lebensfähig und versterben in der Regel bereits im Verlauf der Schwangerschaft. Kinder mit partieller Trisomie 3 und Mosaik-Trisomie 3 können durchaus lebensfähig sein, wenngleich die Lebenserwartung von Art und Schwere insbesondere organischer Fehlbildungen und ihrer Behandlung abhängt. Bei Kindern mit einer Form der Trisomie 3, die lebend zur Welt kommen, können unterschiedliche Besonderheiten festgestellt werden, die in Abhängigkeit vom trisom vorliegenden Chromosomenabschnitt auftreten. Beschrieben worden sind in unterschiedlichen Fallbeispielen folgende Besonderheiten bei Kindern mit Partieller Trisomie 3p oder Mosaik-Trisomie 3:
- Vorgeburtlich vergleichsweise wenig Fruchtwasser (Oligohydramnion) und Dystrophie (mangelhafte Versorgung mit Nährstoffen)
- Entwicklungsverzögerung, Gedeihstörung (auch schon vor der Geburt), Muskelhypotonie
- Fehlbildung des Gehirns, einhergehend mit kognitiver Behinderung und teils Epilepsie
- Brachyzephalie, Mikrozephalie mit dreieckig wirkender Schädelform (Trigonozephalie) und kurzem Hals
- Lippen-Kiefer-Gaumenspalte, hoher Gaumen
- Hypertelorismus, nach oben außen hin geschrägte (lateral-kranial ansteigende) Lidachsen, volle Augenlider, ungewöhnlich lange Augenwimpern, buschige Augenbrauen, die oft zusammengewachsen sind (Synophrys)
- kleine, kurze Nase mit besonders geformten Nasenlöchern und breiter Nasenwurzel
- besonders geformte, vergleichsweise kleine Ohren
- nach unten zeigende Mundwinkel, kleines Kinn
- ausgeprägtes, langes Philtrum zwischen Oberlippe und Nase
- vergleichsweise weit auseinander stehende Brustwarzen
- übermäßiges Haarwachstum an Körper (Hirsutismus, Hypertrichose), ungewöhnlich niedriger Haaransatz über der Stirn und an der Rückseite des Halses
- Klinodaktylie, Brachydaktylie, Kamptodaktylie, unterentwickelte (hypoplastische) Nägel
- Fehlbildung der Augen (u. a. unüblich kleine Augäpfel, Glaukom, Kolobom / Spaltbildung durch unvollständigen Verschluss der embryonalen Augenbecherfalte)
- Fehlbildungen der Gliedmaßen: Minderwuchs, kurze Finger, manchmal Syndaktylien der Zehen, Polydaktylie der Finger (Duplikation der Daumen)
- Herzfehler, Rippen- und Wirbelanomalien, Nierenfehlbildungen
- bei Mädchen: Fehlbildung der Gebärmutter, bindegewebige Eierstöcke
- bei Jungen: eher kleiner Penis, Hypospadie, Hodenhochstand